# 参考消息
《参考消息》是由中华人民共和国國家通訊社新华社主管、主办的報紙，创办于1931年，原为内部刊物，1957年3月1日起公开发行，主要刊登中国大陆外通讯社、报刊、网站的文章，是现时中国大陸发行量最大、全球发行量第五大的报纸，有“国际消息总汇”和“万报之报”之称。

## 報頭
报头的“參攷消息”四字摘自鲁迅笔迹，“參”是“参”的繁体字，“攷”是“考”的异体字。因为“攷”字与“政”相似，又大致能读通，于是一些人误解成“参政消息”。另外标题字体与前中华人民共和国国务院总理周恩来相似，也有人误认为题词出自周恩来手笔。

## 历史
1931年11月7日创刊于江西瑞金，当时召开中华苏维埃第一次全国代表大会。当时红中社成立，其中一项任务就是收听外电、查看外刊消息，然后编辑《无线电材料》或《无线电日讯》送党内领导参考，成为参考消息的前身。起初的每天40份蜡纸手刻油印32开4-8页，已经可以满足共产党领导人的需要。1935年11月在陕北恢复了红中社的文字广播与《红色中华》报、《无线电日讯》的出版。1937年10月《无线电日讯》改名为《参考消息》。1938年12月改名为《今日新闻》油印出版，1940年3月10日改为铅印出版，刊号重新计算，售价4分，八开两版。1941年春，《今日新闻》与《新中华报》合并为大型党报《解放日报》，1941年5月16日创刊。创刊《参考消息》油印内部发行。1942年12月1日，《参考消息》改为铅印重排刊号由新华社、《解放日报》社合编出版至今。是目前国内连续出版时间最长的报纸之一。据资料显示，延安版《参考消息》目前国内尚无馆藏记录，国家图书馆馆所藏《参考消息》，也仅是第二次国共内战时期出版的。2004年，留美学者沈津在美国哈佛大学哈佛燕京图书馆发现其馆藏有1944年6月至1945年各月份的延安版《参考消息》，来源是延安新华社英文翻译林迈可。已经由广西师范大学出版社于2006年9月影印出版。
1946年春，毛泽东发出“全党办通讯社”的号召，党中央采取措施加强和扩大新华社的“耳目、喉舌”作用，对解放日报社和新华社进行了重大改组，工作重心放在新华社。这次改组中，新华社正式成立电务处，电务人员增加到70多人。在新的编委会讨论办通讯社的会议上，当时任新华社第一副社长的陈克寒谈了新华社担负的任务，第一项就是“抄收各国电讯”，也就是当好中央的耳目。1947年3月撤出延安后，新华社副总编辑范长江率领新华社工作队随毛泽东转战陕北；新华社社长廖承志率领大部分人东渡黄河到晋冀鲁豫的太行区。两支队伍都编辑发行了各自的《参考消息》。范长江的陕北版《参考消息》1947年4月9日油印发行，每期4千字；1947年12月28日改为铅印，四开四版，至1948年3月20日止。1949年9月《参考消息》在北平由赠阅改为订阅，发行量2947份。参考报道是党中央“耳目”，新华社的文字和口语广播，是传播党中央声音的“喉舌”。
1956年，随着苏联共产党第二十次代表大会的召开，以及波兰和匈牙利事件的发生，毛泽东等中共领导觉得“有必要使我们的干部，及时地知道我们的敌人的情况和敌人的观点，以及我们的朋友的那些与我们有所不同的观点”。《参考消息》是在批判斯大林、破除僵化思想的背景下于1957年诞生的，是一项打破“苏联社会主义模式”的“新政”。“为了便于党内外干部更多地了解国际时事，特别是更多地了解我们的敌人和朋友方面的情况，中央决定从1957年3月1日起扩大新华社出版的《参考消息》的订阅范围”。1956年，毛泽东提出把只限党内外高级干部看的《参考消息》扩大发行到县委以上干部。1957年春天，毛泽东在包括最高国务会议的几次重要会议上，接连阐述为什么扩大发行《参考消息》。他说：“这是为了锻炼我们。党内外都应该受锻炼，应该见世面，知道一点世界上的事情：敌人怎样骂我们，敌人家里的事情是怎样的。有人说这样会乱，不会乱的。”1958年他又指示：“要把《参考消息》的阅读范围扩大到全国的高等院校学生。”1970年夏，毛泽东指示，《参考消息》扩大发行到基层党支部。在其后的近30年中，《参考消息》的发行范围覆盖到所有“县处级”以上领导，发行量也扩大至40万份以上。在文化大革命中，《参考消息》几乎成为中国大陆普通人了解外界信息的唯一窗口，能够拥有一张《参考消息》几乎成为身份的象征。
1960年代，周恩来成了《参考消息》实际上的总编辑。《参考消息》上几乎每天都刊登很有分量的外国评论员分析国际关系、形势的文章，相当一部分是周恩来亲自从《参考资料》中选出并指示《参考消息》刊登的，甚至有的文章登在哪个版，他都指示清楚。1967年5月28日，周恩来说：《参考资料》报喜不报忧，不登敌人骂我们的一些东西，人们就不知道多方面的情况。不要“怕”字当头，不要怕群众造你们的反。1970年6月29日，周恩来说：毛主席交代过，《参考资料》不要自己标标题，原来怎么标就怎么标，让读者自己判断。9月2日，周恩来说：“《参考消息》主要是正面的，也要选登反面材料，使大家有所比较，否则不能起广泛教育作用。”1973年6月15日，周恩来说：《参考资料》每天要登一篇有关台湾的消息和言论，骂街的不要。
改革开放初期，专辑工作的改革是：换了招牌，从《参考资料专辑》改成《参考消息专辑》；发行对象也从随其他内部刊物订户免费发送改为面向社会。《参考消息专辑》的内容仍是围绕中央提出的三大任务选材：保卫世界和平、实现四个现代化、统一祖国。
1985年，中国共产党决定开放《参考消息》，使得所有中国大陸人民都可以订阅。为加强青年学生的政治思想工作，1984年底，中共中央书记处书记胡启立和国家教委主任李鹏先后作出批示，国家教委在1985年1月还发出文件，要求全国高等院校校方给所有学生每间宿舍订一份《人民日报》和一份《参考消息》。1986年8月，《参考消息》专门开了发行会议，中央和各省、市、自治区党委宣传部，国家教委和邮政总局都派人参加了。这大概是最后一次行政力量支持《参考消息》的发行工作。就在此次会议前的1985年1月1日，《参考消息》报头下的“内部刊物”4个字经中宣部同意变成了“限国内发行”。
从1957年《参考消息》报问世开始，它就是从《参考资料》（参编部的主要产品，只供党和国家高级干部及有关单位阅读）中选材。文化大革命结束前，《参考消息》依然只是供中高层领导人看的，是《参考资料》的一个“摘要版”，经过改革开放的演变，两者渐行渐远，已经演变成为两种不同的版本，《参考资料》成为《参考消息》的一个“补充版”。
1993年时期发行量一度曾突破300万份。但是随后参考消息逐渐加强了对内容的过滤和控制，其倾向性逐渐明显。其权威地位已被新华社另外编发的《參考資料》（俗称“大参考”）取代。
1998年开始，《参考消息》通过邮局报刊发行部门全面开展零售业务。《参考消息》全国零售量急剧攀升。
2011年1月《参考消息》零售价格由0.7元涨至0.8元。2014年《参考消息》零售价格由0.8元涨至1元。
2021年1月1日，《参考消息》随新华社重点报刊及网站、客户端同步改版。改版后的报纸，报道结构到版式呈现都进行优化与提升。

## 《参考消息》与《参考资料》
新华社原有在一定范围内发行的《参考消息》，刊载外国新闻报道，又称“小参考”。发展到1954年时，“小参考”已成为50多页的刊物，不堪重负。在此情况下，周恩来于1955年年初指示新华社另行出版《参考资料》；后新华社社长吴冷西建议将《参考资料》和《参考消息》分开出版，得到同意。1955年3月1日，《参考资料》创刊，此后俗称“大参考”。
原参考材料编辑部领导人张辛民提到，从前读者从《参考消息》所能知道的信息，须局限于中央已经知道的信息（即《参考资料》）范围内，超前知道是不允许的。《参考消息》刊登《参考资料》以外的材料，在粉碎四人帮以前只有极少数几次。直到1983年，这种做法才在社党组会上被确认。张兼管《参考消息》后，对它提出的第一个建议是调整版面（文化大革命中，《参考消息》一版要闻、反美斗争，二版苏美矛盾，三版其他重要新闻，四版对中国反应的版面分配是1971年周恩来下达的指示），但对于版面调整的做法和尺度参编部内部有分歧。

## 读者覆盖
- 《参考消息》报社现在可以翻译30多种主要语言，在超过100个国家和地区驻有记者。

- 性别结构：以男性为主。男性读者占71.3%，女性读者占28.7%。

- 年龄结构：25-34岁的人最多，约占1/3；35-44岁读者比例也达到22%。两部分约占读者总体的60%。15-24岁15.5%，25-34岁37.1%，35-44岁22%，45-54岁14.8%，55-64岁10.6%。

- 教育程度：高学历读者远远高于总体水平，大专以上学历超过50%。大学或以上27.8%，大专22.3%，中专/技校8.5%，高中27.2%，初中13.4%。

- 收入水平：读者平均个人月收入1673元，高出总体水平30-40%。1000-1999元39.4%，2000-2999元11.1%，3000-3999元6.9%，4000-4999元1.5%，5000元以上2.1%。

- 职位构成：党政机关/社团/事业单位领导干部的比例远高于总体水平。制造业/生产性企业一般职工10%；企业/公司一般管理人员8.1%，中层管理人员6.6%，高层管理人员2.7%；中级专业技术人员10.1%，高级专业技术人员7%；党政机关/社团/事业单位一般干部9.2%，领导干部3.4%。

- 阅读习惯：浏览主要内容38.3%，浏览主要标题13.1%，随意翻阅3.5%，全部细读11%，细读主要内容34.2%。

- 报纸来源：单位订购40%，报摊购买33.7%，家庭订购19.9%，赠阅1.1%，其它5.3%。